# 1914 en science
| Années de la science : 1911 - 1912 - 1913 - 1914 - 1915 - 1916 - 1917    |
| Décennies de la science : 1880 - 1890 - 1900 - 1910 - 1920 - 1930 - 1940 |

Cet article présente les faits marquants de l'année 1914 en science.

## Événements
- 20 janvier : le mathématicien allemand Abraham Adolf Fraenkel donne la première définition axiomatique d'un anneau dans son article intitulé  Über die Teiler der Null und die Zerlegung von Ringen publié dans le Journal de Crelle[1].

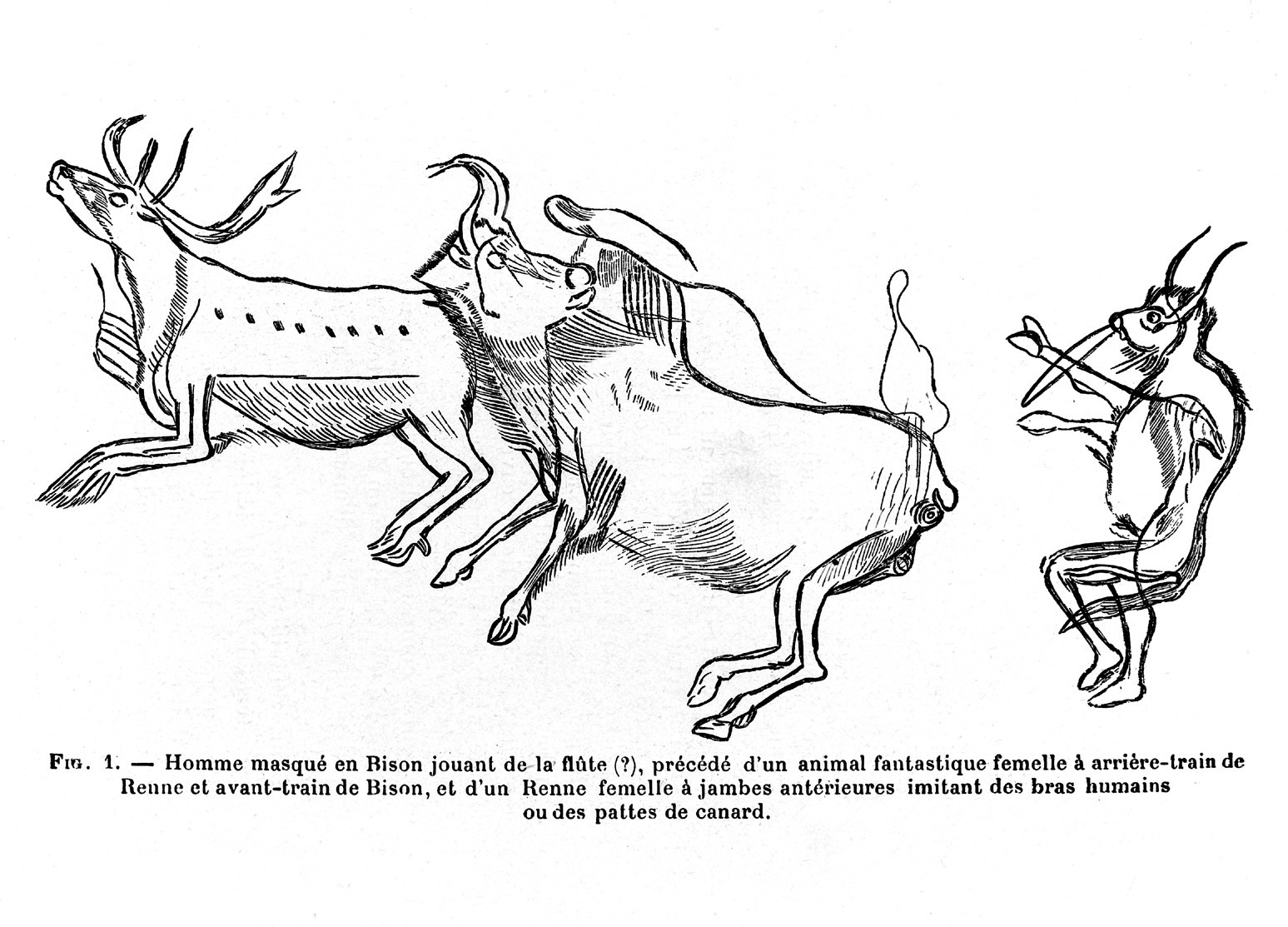
Croquis par Henri Breuil d'une gravure de la grotte des Trois-Frères.

- 21 juillet : en Ariège, Les fils Max, Jacques et Louis du comte Henri Bégouën découvrent l'entrée de la grotte des Trois-Frères, une grotte ornée du Paléolithique supérieur[2].

- 27 août : l'ingénieur suédo-américain Gideon Sundbäck dépose un brevet pour la fermeture éclair[3].

- 26 octobre-5 décembre : partie de Plymouth le 8 août, l'expédition Endurance d'Ernest Shackleton quitte Buenos Aires pour l'Antarctique via la Géorgie du Sud[4].
- 3 novembre : l'inventrice américaine Mary Phelps Jacob alias Caresse Crosby obtient un brevet pour un soutien-gorge sans armatures[5].

- Henri Lavergne découvre la grotte ornée de la Marche en Poitou-Charentes[6].

### Sciences physiques
- 24 avril : les physiciens allemands James Franck et Gustav Hertz présentent à la Société allemande de physique à Berlin une confirmation expérimentale du modèle atomique de Bohr[7].

- 7 et 14 juillet : le physicien Robert Goddard reçoit ses premiers brevet pour une fusée expérimentale à plusieurs étages et à carburant liquide[8].

- 21 juillet : l'astronome américain Seth Barnes Nicholson découvre Sinopé, un satellite de Jupiter, à l'observatoire Lick[9].

- 1er octobre : le physicien américain Edgar Buckingham publie dans la Physical Review la démonstration du théorème de Vaschy-Buckingham, aussi appelé théorème π, qui fixe une condition nécessaire de l'analyse dimensionnelle[10].

- 25 décembre : le chimiste américain Edward Calvin Kendall isole la thyroxine, une hormone thyroïdienne[11].

## Publications
- Sigmund Freud : Le malaise dans la civilisation

## Prix
- Prix Nobel

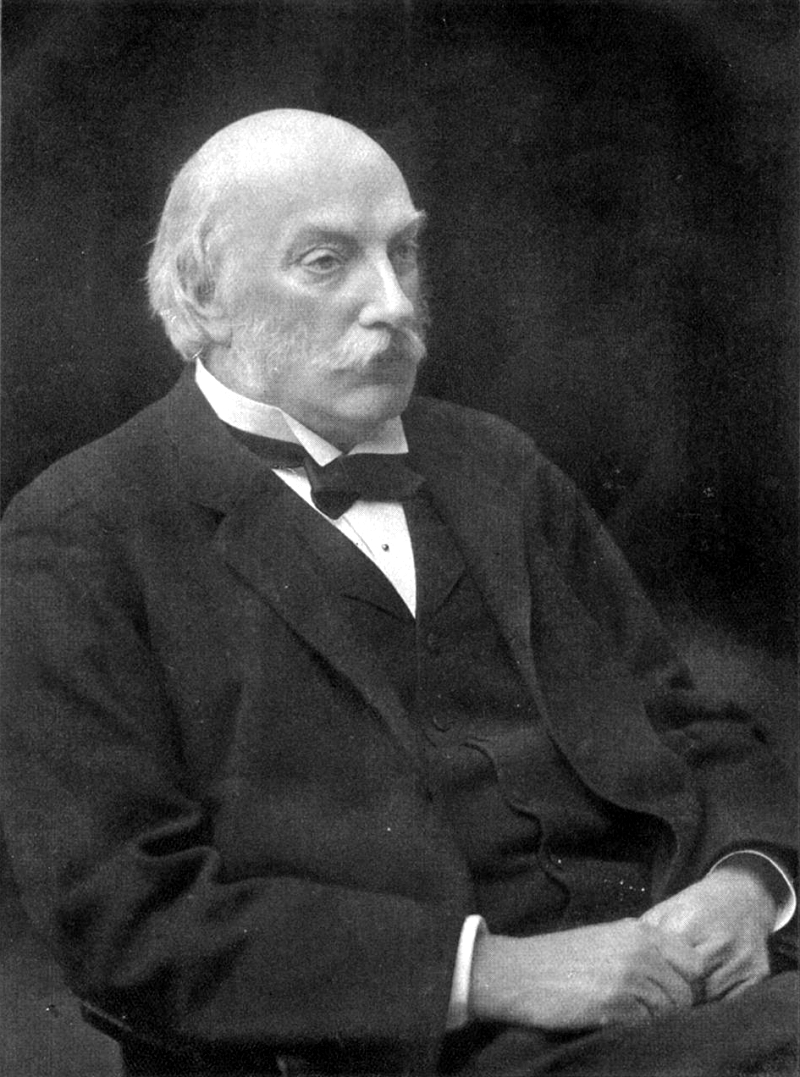
John William Strutt Rayleigh

  - Physique : Max von Laue (Allemand)
  - Chimie : Theodore William Richards (Américain)
  - Physiologie ou médecine : Robert Bárány (Autrichien, œil)

- Médailles de la Royal Society
  - Médaille Copley : Joseph John Thomson
  - Médaille Darwin : Sir Edward Bagnall Poulton
  - Médaille Davy : William Jackson Pope
  - Médaille Hughes : John Townsend
  - Médaille royale : William Johnson Sollas, Ernest William Brown
  - Médaille Rumford : John William Strutt Rayleigh

- Médailles de la Geological Society of London
  - Médaille Lyell : Charles Stewart Middlemiss (en)
  - Médaille Murchison : William Augustus Edmond Ussher (en)
  - Médaille Wollaston : John Edward Marr

- Prix Jules-Janssen (astronomie) : Annibale Riccò
- Médaille Bruce (astronomie) : Oskar Backlund
- Médaille linnéenne : Johann Adam Otto Bütschli

## Naissances

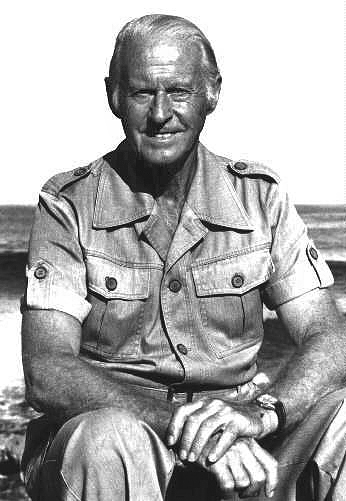
L'explorateur norvégien Thor Heyerdahl

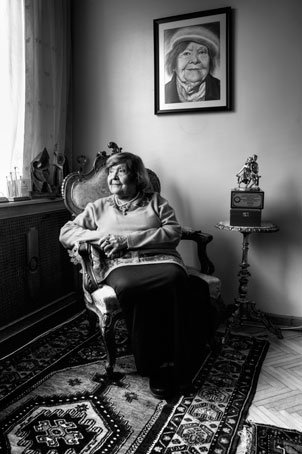
Muazzez İlmiye Çığ

- 4 janvier : Jean-Pierre Vernant (mort en 2007), historien et anthropologue français.
- 5 janvier : Charles Domergue (mort en 2008), herpétologiste, naturaliste, spéléologue, géologue, ornithologue et résistant français.
- 18 janvier : Marc Sauter (mort en 1983), anthropologue suisse.

- 5 février : Alan Lloyd Hodgkin (mort en 1998), biologiste britannique, prix Nobel de physiologie ou médecine en 1963.
- 19 février : Cyril Aldred (mort en 1991), égyptologue, historien d’art et auteur anglais.
- 22 février : Renato Dulbecco, médecin virologue italien, prix Nobel de physiologie ou médecine en 1975.
- 23 février : George Volkoff (mort en 2000), physicien canadien.

- 1er mars : I. Bernard Cohen (mort en 2003), historien des sciences américain.
- 8 mars : Iakov Zeldovitch (mort en 1987), astrophysicien soviétique.
- 12 mars : Elmar Edel (mort en 1997), égyptologue allemand.
- 13 mars : Giovanni Lilliu, archéologue et homme politique italien
- 20 mars : Stanley Mason (mort en 1987), professeur, chimiste et physicien québécois.
- 25 mars : Norman Borlaug (mort en 2009), agronome américain.

- 4 avril : Zdeněk Kopal (mort en 1993), astronome et mathématicien tchèque et américain.
- 12 avril : Adriaan Blaauw (mort en 2010), astronome néerlandais.
- 23 avril : Glyn Daniel (mort en 1986), scientifique et archéologue britannique.
- 29 avril : Charles Fehrenbach (mort en 2008), astronome français.

- 8 mai : Maurice Aubert (mort en 2005), hydrogéologue français.
- 11 mai : Haroun Tazieff (mort en 1998), ingénieur, agronome, géologue et volcanologue naturalisé belge puis français.
- 19 mai : Max Ferdinand Perutz († 2002), biologiste anglo-autrichien, Prix Nobel de chimie en 1962.

- 20 juin : Muazzez İlmiye Çığ, archéologue turque.
- 25 juin : André Piatier (mort en 1991), statisticien, économiste et psychologue social français.
- 26 juin : Lyman Spitzer (mort en 1997), astrophysicien américain.
- 30 juin : Vladimir Tchelomeï (mort en 1984), physicien et ingénieur en astronautique soviétique.

- 12 juillet : Jean Legras, mathématicien et informaticien français.
- 8 août : Paul Ledoux (mort en 1988), astronome belge.

- 3 septembre : Andria Apakidze (mort en 2005), archéologue et historien géorgien.
- 7 septembre : James Alfred van Allen (mort en 2006), physicien et astronome américain.
- 16 septembre : Hans Wolfgang Helck (mort en 1993), égyptologue allemand.
- 19 septembre : 
  - Ky Fan (mort en 2010), mathématicien américain d'origine chinoise.
  - Evgueni Liapine (mort en 2005), mathématicien russe.

- 6 octobre : Thor Heyerdahl († 2002), explorateur norvégien, organisateur de l'expédition du Kon-Tiki.
- 14 octobre : Raymond Davis Jr. († 2006), chimiste et physicien, Prix Nobel de physique en 2002.
- 28 octobre :
  - Jonas Salk († 1995), biologiste américain.
  - Richard Laurence Millington Synge (mort en 1994), chimiste anglais.

- 13 novembre : Julio Caro Baroja (mort en 1995), anthropologue, historien, linguiste et essayiste espagnol.
- 22 novembre : Roy Crowson (mort en 1999), entomologiste britannique.
- 21 décembre : Frank Fenner (mort en 2010), scientifique australien.
- 25 décembre : Oscar Lewis (mort en 1970), anthropologue américain.

## Décès

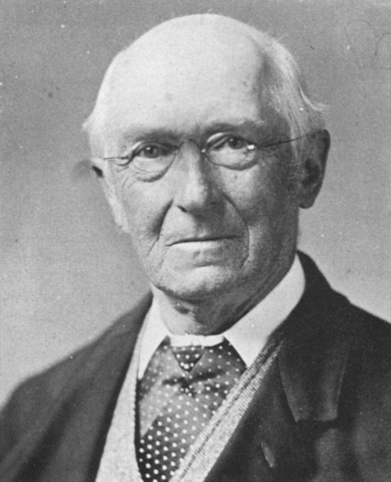
Albert Günther

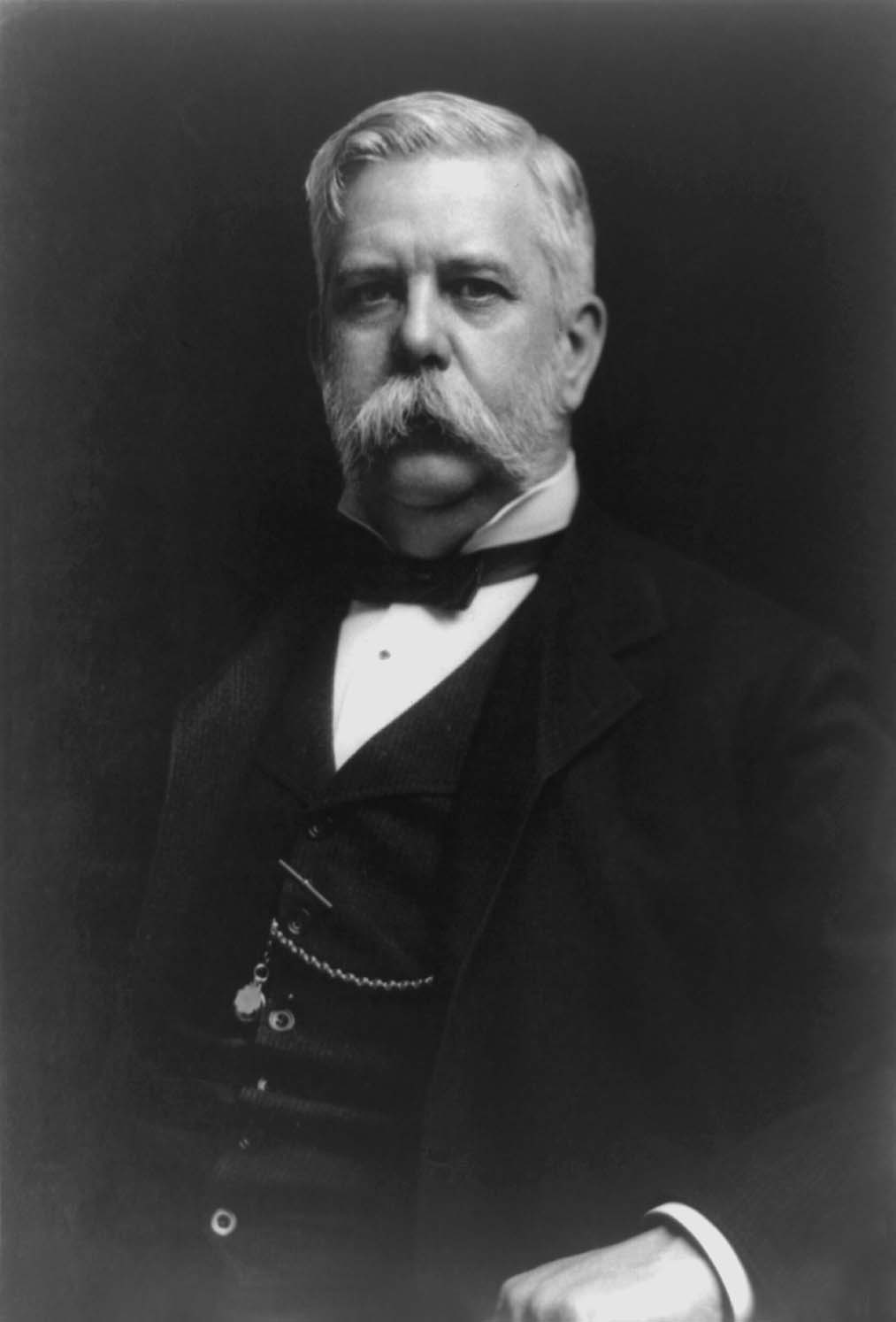
George Westinghouse

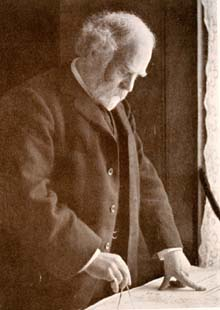
John Murray

- 24 janvier : David Gill (né en 1843), astronome écossais.

- 1er février : Albert Günther (né en 1830), herpétologiste et ichtyologiste britannique d'origine allemande.
- 15 février :  Alistair Mackay (né en 1878), explorateur de l'Antarctique britannique.

- 7 mars : Antonio Salinas (né en 1841), numismate et archéologue italien.
- 11 mars : Piotr Semionov-Tian-Chanski (né en 1827), statisticien, géographe et botaniste russe.
- 12 mars : George Westinghouse (né en 1846), ingénieur américain.
- 16 mars : John Murray (né en 1841), biologiste marin canadien.
- 20 mars : Giuseppe Mercalli (né en 1850), sismologue et volcanologue italien.
- 22 mars : Constantin Carapanos (né en 1840), homme politique, archéologue et banquier grec.
- 30 mars : John Henry Poynting (né en 1852), physicien anglais.

- 1er avril : Angelo Mariani (né en 1838), pharmacien français.
- 11 avril : Carl Chun (né en 1852), biologiste allemand.
- 16 avril : George William Hill (né en 1838), astronome et mathématicien américain.
- 19 avril : Charles Sanders Peirce (né en 1839), sémiologue et philosophe américain.
- 25 avril : Émile Marchand (né en 1852), astronome et géophysicien français, directeur de l'observatoire du Pic du Midi.
- 26 avril : Eduard Suess (né en 1831), géologue autrichien.
- 30 avril : Isidoro Falchi (né en 1838), archéologue, autodidacte et médecin italien.
- 9 mai : Paul Héroult (né en 1863), physicien français.
- 12 mai : Félix Thiollier (né en 1842), érudit, historien et archéologue français.
- 18 mai : Edward Russell Ayrton (né en 1882), égyptologue et archéologue britannique.
- 27 mai : Joseph Wilson Swan (né en 1828), chimiste britannique, inventeur de la lampe à incandescence dans une ampoule sous vide.

- 6 juin : Adolf Lieben (né en 1836), chimiste autrichien.

- 12 juillet : Osmond Fisher (né en 1817), géologue britannique.

- 3 août : Louis Couturat (né en 1868), philosophe, logicien et mathématicien français.
- 4 août : Lucien Bertholon (né en 1854), médecin et anthropologue français.
- 13 août : Adolf Richter (né en 1839), chimiste, industriel et homme politique allemand.
- 21 août : Maurice Bourlon (né en 1875), officier et préhistorien français.
- 24 août : Wilhelm Lexis (né en 1837), statisticien, économiste et sociologue allemand.
- 28 août : Léon de Rosny (né en 1837), ethnologue et linguiste français.

- 6 septembre : Werner Boy (né en 1879), mathématicien et physicien allemand.
- 7 septembre : Walter Gaskell (né en 1847), physiologiste britannique.
- 25 septembre : Theodore Nicholas Gill (né en 1837), zoologiste américain.
- 21 octobre : Adam Massinger (né en 1888), astronome allemand.
- 28 octobre : Johann Wilhelm Hittorf (né en 1824), physicien et chimiste allemand.

- 5 novembre : August Weismann (né en 1834),médecin et biologiste allemand.
- 24 novembre : Léon Vaillant (né en 1834), zoologiste français.

- 27 décembre : Charles Martin Hall (né en 1863), ingénieur américain.
- 28 décembre : Carl Liebermann (né en 1842), chimiste allemand.